# Przemysław Glapiński
Przemysław Zbigniew Glapiński (ur. 4 września 1977 w Częstochowie) – polski aktor teatralny, filmowy i dubbingowy.
W roku 2000 ukończył studia na Wydziale Aktorskim PWSFTviT im. Leona Schillera w Łodzi. Związany z warszawskim Teatrem Syrena. Współpracuje z Teatrem Capitol we Wrocławiu oraz Krakowskim Teatrem Variete.
W 2020 został odznaczony Srebrnym Krzyżem Zasługi.

## Teatr
- Dzieci z Bullerbyn – Dorosły (Teatr Syrena)[3]
- Hallo Szpicbródka – Malicz (Teatr Syrena)
- Kot w Butach – Kot (Teatr Syrena)
- Królowa Śniegu – Powój, Rozbójnik (Teatr Syrena)
- Trzej Muszkieterowie – Atos (Teatr Muzyczny Capitol)[4]
- Bem! Powrót Człwieka – Armaty – Car Mikołaj I (Teatr Syrena)
- Czarownice z Eastwick – Darryl van Horne (Teatr Syrena)
- Rodzina Addamsów – Gomez (Teatr Syrena)
- Opera za trzy grosze – Mackie Majcher (Krakowski Teatr Variete)[5]
- next to normal – Dan (Teatr Syrena)
- Rock of Ages – Lonny (Teatr Syrena)
- Hallo Syrena, czyli premiera się odbędzie – Przemek (YouTube Teatru Syrena)[6]
- Bitwa o tron. Musicalowy talent show – król Jan Kazimierz (Teatr Syrena)

## Telewizja
- 2017: Belle Epoque – Nauczyciel Józef Karaś
- 2017: W rytmie serca – Lekarz
- 2016: Bodo – Fryderyk Jarossy
- 2015: Skazane – Lekarz
- 2015: Dziewczyny ze Lwowa – Prawnik
- 2014: O mnie się nie martw – Igor
- 2013: To nie koniec świata – Pracownik banku
- 2012: Przyjaciółki – Ochroniarz Adam
- 2010: Nowa – Dariusz Grześkowiak
- 2008: Ojciec Mateusz – Nauczyciel Stefan
- 2007: Halo Hans! – Listonosz Zenek
- 2006: Oficerowie – Ochroniarz
- 2005: PitBull – Policjant
- 2004: Kryminalni – Ekspert ds. malarstwa
- 2004: Pierwsza Miłość – Doktor Damian Widawski
- 2003: Na wspólnej – Lekarz
- 2003: Glina – Aspirant policji
- 2002: Samo Życie – Lekarz
- 2000: M jak miłość – Jarek
- 2000: Plebania – Łukasz
- 1999: Na dobre i na złe – Lisiecki
- 1997: Klan – Student Krystyny

Źródło: Filmweb.

## Dubbing

### Filmy
- 2021: Nasze magiczne Encanto – Agustín Madrigal[7]
- 2021: Cruella – Roger
- 2021: Raya i ostatni smok – Chai
- 2020: Timmy Fiasco: Błędy się zdarzają – Crispin
- 2019: Togo – Amituk
- 2019: Zakochany kundel – Devon
- 2018: Venom – Doktor Emerson
- 2018: Scooby-Doo i Batman: Odważniaki i straszaki – Joker
- 2018: Rampage: Dzika furia
- 2018: Piotruś Królik – Beniamin
- 2018: Jaskiniowiec
- 2017: Zagadki rodziny Hunterów  – Peter Peters
- 2017: Valerian i miasto tysiąca planet – pirat Bob
- 2017: Transformers: Ostatni Rycerz – Inżynier
- 2017: Tam, gdzie mieszka Bóg
- 2017: Power Rangers
- 2017: Mikołaj ratuje walentynki – Walenty
- 2017: Mikołaj i spółka – Olivier
- 2017: Mała Wielka Stopa – Agent ochrona
- 2017: Klucz do przygody – Langley
- 2017: Jumanji: Przygoda w dżungli – Van Pelt
- 2017: Hej Arnold! Przygoda w dżungli – Lasombra
- 2017: Dudi: Cała naprzód – Dr Marvin Laird
- 2017: Był sobie pies – Tata Ethana
- 2017: Bruno i Bucior: To niemożliwe w Macdonald Hall – Flynn
- 2017: Azyl
- 2016: Sing – hipopotam
- 2016: Monster Trucks – Dr Bill Dowd
- 2016: Mój przyjaciel smok
- 2016: Legendy ukrytej świątyni – tata
- 2016: Jak zostać kotem – Josh
- 2016: Bruno i Bucior: Wskakujcie do basenu – Flynn
- 2015: Mały rycerz Trenk – Ojciec
- 2015: Kuba i sekretna receptura – wujek Rafig
- 2015: Jeździec bawołów – ojczym Jenny
- 2015: Gamba – Ikasama
- 2014: Kapitan Szablozęby i skarb piratów – Longfinger
- 2014: Jill i Joy – komisarz

Źródło: Filmweb.

### Seriale
- 2021: Hawkeye – Jack Dequesne[8]
- 2021: Nic strasznego – Mr. Euvrard[9]
- 2019: High School Musical: Serial – Mike[10]
- 2018: Rozczarowani – Luci
- 2018: Jestem Franky – Dómìnus
- 2017: Witajcie w Wayne – George
- 2017: Strażniczki Kadabry
- 2017: Siostry – tata
- 2017: Buddy Błyskawica
- 2017: Astroekipa – Wendell
- 2016: Zagadki rodziny Hunterów – Peter Peters
- 2016: Prawo Milo Murphy’ego – pan Brulee, pan Block, wujek Joey
- 2016: Nie ma jak w rodzinie – Vic
- 2016: Mirette na tropie – sir Walter Pączek, Gino Besta
- 2016: Mech-X4 – Morris, strażnik Jeff, dyrektor Joe
- 2016−2018: Łowcy trolli – detektyw Scott
- 2016: Królewska Akademia Bajek – Dave, tata Rose
- 2016: Justice League Action – Steppenwolf, Cyborg
- 2016: Dom: Przygody Ocha i Tip – Smudge
- 2016–2017: Bunsen, ty bestio! – Wilczek
- 2016: Backstage
- 2015: Wyluzuj, Scooby Doo! – Gary Moon, Kapitan Cutler
- 2015: Świń Koza Banan Robal – pan Stopa
- 2015: Tom i Jerry Show
- 2015: Popelki
- 2015: Nocna straż – Vega
- 2015: Nastoletnia agentka – kapitan, Roy
- 2015: Królik Bugs: Serial twórców „Zwariowanych melodii”
- 2015: Kuu Kuu Harajuku – Rod
- 2015–2016: Jestem Franky – Carlos
- 2015: Game Shakers. Jak wydać grę – J.R.
- 2015-2017: Alex i spółka– lekarz
- 2014: Sonic Boom – Dixon, Charlie, Defekt
- 2014: Niebezpieczny Henryk – pan Słodzik, psycholog, sędzia zawodów
- 2014: Nicky, Ricky, Dicky i Dawn – pan Wigglesworth
- 2014: Evermoor – Jed Crossley
- 2013–2017: Wujcio Dobra Rada – Robert Rodriguez
- 2013: Rick i Morty – Eric McMan, Spiker Radia Ziemia, Przesłuchujący #2, Mężczyzna
- 2013: Psi patrol – hrabia, pan Wingnut
- 2013-2016: Mako Mermaids: Syreny z Mako – Serwisant
- 2013: Grzmotomocni – Asystencik
- 2012: Musical Elma – Szerpa
- 2012-2015: Brickleberry – Steve Williams
- 2005–2008: Zoey 101 – pan Brooks
- 2003–2005: Radiostacja Roscoe – Lee, Todd
- 1997: Miasteczko South Park – Randy Marsh (sezony 7-10, 22, 26, odc. 112 (2. wersja), 118 (2. wersja))
- 1984: Tomek i przyjaciele – Darek

Źródło: Filmweb.

### Gry
- 2018: Fifa 19
- 2018: Detroit: Become Human – Joss Douglas, Derek Myers, Policjant, Sprzedawca
- 2018: God of War – Sindri
- 2017: Ukryty plan – Narrator w samouczku
- 2017: Star Wars: Battlefront II
- 2017: Lego Marvel Super Heroes 2 – Kowboj
- 2017: Need for Speed: Payback – Żołnierz podziemia
- 2017: Destiny 2 – Cayde-6
- 2017: Knack II – Xander
- 2017:To jesteś ty! – Narrator
- 2017: Prey – Rory Manion, Młody Will Mitchell, Lane Carpenter, Mathias Kohl, Matthew Connely, Pilot, Zachary West
- 2017: Sniper: Ghost Warrior 3 – Koba, Bukmacher
- 2017: Syberia 3 – Piotr, bohater słuchowiska, Chłopak Kate
- 2017: Torment: Tides of Numenera – Tybir
- 2016: Battlefield 1
- 2016: Wiedźmin: Dziki Gon – Krew i wino – Damien de la Tour
- 2016: Uncharted 4: Kres złodzieja – Rafe Adler
- 2015: Wiedźmin: Dziki Gon – Mysław, Niepałek, Starszy szeregowy Vaclav

Źródło: Filmweb.